# Campephaga
Campephaga – rodzaj ptaków z rodziny liszkojadów (Campephaginae) w obrębie rodziny liszkojadów (Campephagidae).

## Zasięg występowania
Rodzaj obejmuje gatunki występujące w Czarnej Afryce.

## Morfologia
Długość ciała 19–22 cm; masa ciała 23–43 g.

## Systematyka
Rodzaj zdefiniował w 1816 roku francuski przyrodnik Louis Jean Pierre Vieillot w publikacji swojego autorstwa Analyse d’une nouvelle ornithologie élémentaire. Jako gatunek typowy Vieillot wyznaczył ptaka o nazwie „Echanilleur noir”, którego opisał François Levaillant – rok później Vieillot nadał temu ptakowi łacińską nazwę Campephaga flava.

### Etymologia
- Campephaga (Campophaga): gr. καμπη kampē „gąsienica”; φαγος -phagos „jedzący”, od φαγειν phagein „jeść”[6].
- Lanicterus: zbitka wyrazowa nazw rodzajów – Lanius Linnaeus, 1758 (dzierzba) i Icterus Brisson, 1760 (kacyk)[7]. Typ nomenklatoryczny: Lanicterus xanthornoides Lesson, 1838 (= Ampelis phoenicea Latham, 1790).

### Podział systematyczny
Do rodzaju należą następujące gatunki:
- Campephaga flava Vieillot, 1817 – liszkojad czarny
- Campephaga petiti Oustalet, 1884 – liszkojad żółtogardły
- Campephaga phoenicea (Latham, 1790) – liszkojad epoletowy
- Campephaga quiscalina Finsch, 1869 – liszkojad purpurowy